# John Welch
Pour les articles homonymes, voir Welch.
 (février 2018).
Si vous disposez d'ouvrages ou d'articles de référence ou si vous connaissez des sites web de qualité traitant du thème abordé ici, merci de compléter l'article en donnant les références utiles à sa vérifiabilité et en les liant à la section « Notes et références ».
Pas d'image ? Cliquez ici

a Compétitions nationales et continentales officielles uniquement.

John Welch, né le 26 août 1947 à Llanelli, est un joueur de rugby à XV qui évoluait au poste de demi de mêlée.

## Biographie
Il a joué dans plusieurs championnats différents (Angleterre, pays de Galles, Italie et en France). Lorsque le Stade ruthénois gagne le championnat de France de rugby à XV de 2e division 1975-1976, il est le capitaine de l’équipe. Après sa carrière il est devenu producteur d’émission télévisée.

## Palmarès
- Championnat de France de deuxième division :
  - Champion (1) : 1976 avec le Stade ruthénois